# TC-90 (航空機)
TC-90
第202教育航空隊のTC-90
- 用途：練習機
- 製造者：ビーチクラフト
- 運用者
  -  日本（海上自衛隊）
  -  フィリピン (フィリピン海軍)
- 生産数：生産継続中
- 運用開始：1974年
- 運用状況：現役

TC-90は、ビーチクラフト キングエアC90を計器飛行など航法訓練用の練習機として改造した機体。
海上自衛隊の第202教育航空隊に28機配備されている。初期に導入された機体から退役が始まっているが、現在も調達が続いている。また海上自衛隊では多用機として派生型のLC-90を配備している。かつては連絡輸送機として海上自衛隊の各航空基地に1機ずつ計5機配備されていたが、2008年までに第61航空隊に集中配備されている。
かつては回転翼機課程に進んだ訓練生も航法訓練はTC-90で行っていたが、計器飛行に対応したTH-135の導入によりTC-90での訓練課程を廃止している。
アメリカ海軍でもキングエアC90をベースにしたT-44を大型機パイロットの訓練用として配備している。

## 諸元
- 全幅：15.3m
- 全高： 4.3m
- 全長：10.8m
- 重量： 4.4t
- 最高速度：220ノット=M0.33
- 巡航速度：196ノット=M0.30
- 航続距離：2,150km
- 実用上昇限度： 9,084m
- エンジン：プラット・アンド・ホイットニー・カナダ PT6A-20A/21 ターボプロップ（580馬力×2基）
- 乗員：6名

## 型式
TC-90
練習機。ベースとなったのは初号機~11号機がキングエアC90、12号機~18号機がキングエアC90-1、19号機~34号機がキングエアC90A、35号機以降がキングエアC90GT。
LC-90
多用機。ベースとなったのはキングエアC90A。
UC-90「くにかぜII」（退役）
キングエアC90-1から改装され、導入された国土地理院の地図作成用航空写真撮影機。導入機は1機。

## 配備先
TC-90
- 徳島教育航空群第202教育航空隊（徳島）

LC-90
- 第61航空隊（厚木）

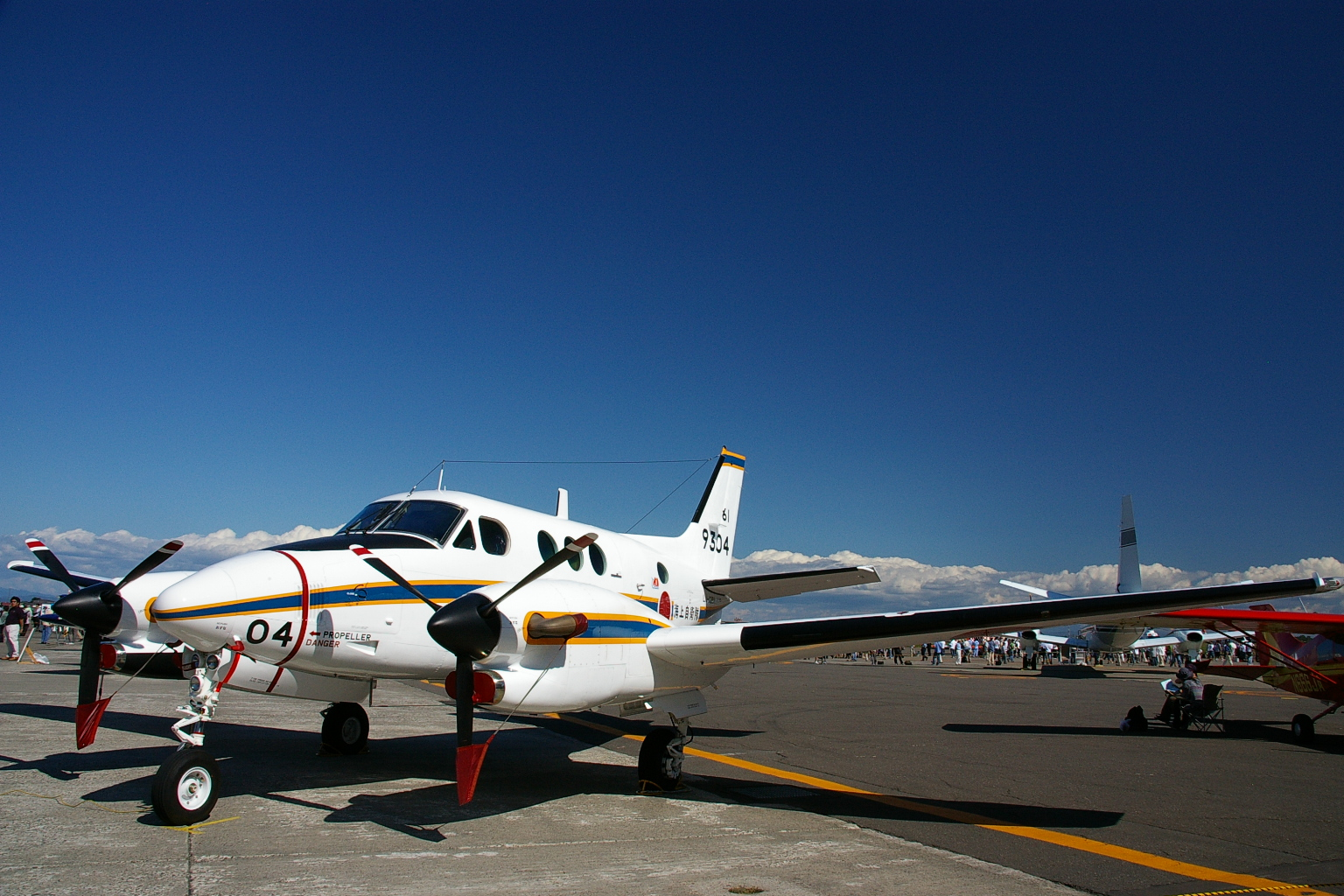
千歳基地で展示中の第61航空隊所属LC-90

かつては連絡機として、 第1航空群第1航空隊（鹿屋）、 第2航空群第2航空隊（八戸）、 第5航空群 第5航空隊（那覇）、 第31航空群第91航空隊（岩国）にも配備されていた。

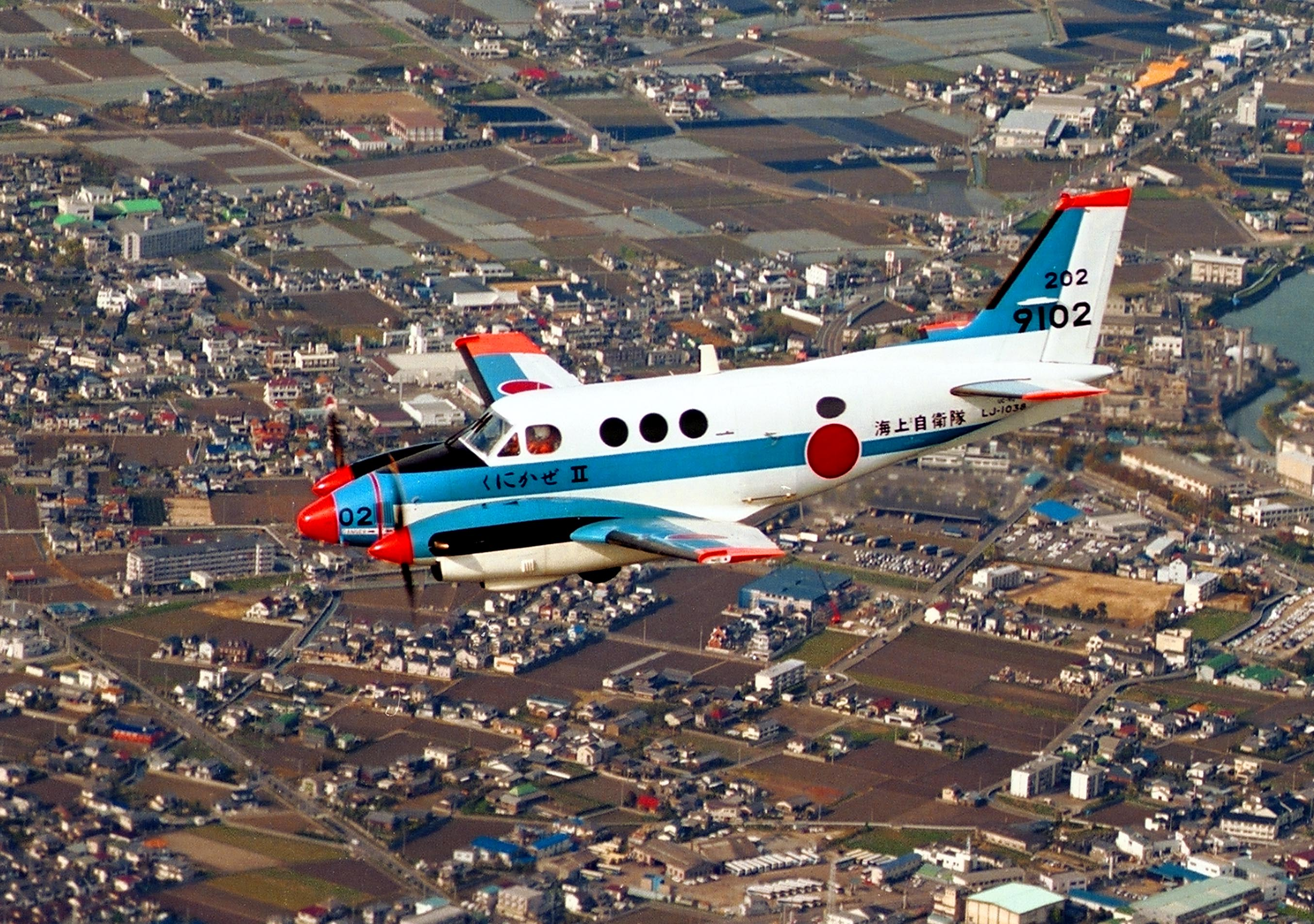
「くにかぜⅡ」

UC-90「くにかぜII」（退役）
- 徳島教育航空群第202教育航空隊（徳島）

## フィリピン海軍への譲渡
2016年5月、日本から最大5機のTC-90をフィリピン海軍へ有償貸与する事が両国間で合意した。自衛隊装備の他国供与第一号となる。
南シナ海での監視能力強化を図りたいフィリピンはP-1への置き換えで余剰機が発生する大型哨戒機P-3Cを希望していたが、運用に高度な能力を必要とし維持費も高いP-3Cに代わり、より扱い易く維持費が安いTC-90の移転が前年から検討されていた。
TC-90は対潜・対水上共に哨戒装備を持たないため、導入した状態では目視による海上偵察と飛行訓練しか出来ないが、フィリピン海軍が連絡機と兼用するブリテン・ノーマン アイランダーに比べ作戦行動範囲が約2倍となり、後部にレーダーなどの機材を積載する余裕もあり、大幅な能力向上が見込める。防衛省においては、人道支援・災害救援での能力向上を挙げている。
当初は無償や格安での譲渡が検討されたが、日本の財政法は国有財産の無償供与や実勢価格より安く売却することを禁じており、モデルC90の中古市場価格（2016年当時）である3,000万円での売却を求めた日本と、無償供与を求めるフィリピン側と折り合わなかったため、貸与という形となった
。
2017年3月27日、フィリピンの首都マニラ近郊カビテ州の海軍基地で「TC-90」2機の引き渡し式典が開かれた。
2017年5月に成立した改正自衛隊法で中古装備品の無償供与が可能になったことを受け、すでに貸与されている2機を2018年3月末に無償譲渡するとともに、新たに3機を追加で譲渡することで合意している。
2018年1月31日、供与されたTC-90がルソン島西方沖のスカボロー礁などへの初の哨戒飛行を行った。偵察飛行中に、フィリピンの漁船4隻、中国の船5隻、中国の沿岸警備艦4隻が発見された。追加分3機は3月に移管。
2018年5月30日、追加分3機の内3機目が運用を開始した。自衛隊はより多くのTC-90を供与したい意向である。

## 後継機
防衛装備庁は2024年7月31日付で「次期練習機及び次期連絡機に関する情報提供企業の募集について」と題する文書を発出し、TC-90とLC-90の後継機について、情報提供の意思を持つ企業の募集を開始した。